# Кусуюш
Кусуюш (рум. Cusuiuș) — село у повіті Біхор в Румунії. Входить до складу комуни Лазурі-де-Беюш.
Село розташоване на відстані 372 км на північний захід від Бухареста, 66 км на південний схід від Ораді, 92 км на захід від Клуж-Напоки, 129 км на північний схід від Тімішоари.

## Населення
За даними перепису населення 2002 року у селі проживали 498 осіб, усі — румуни. Усі жителі села рідною мовою назвали румунську.